# Olsburg (Kansas)
Olsburg es una ciudad ubicada en el condado de Pottawatomie en el estado estadounidense de Kansas. En el año 2010 tenía una población de 219 habitantes y una densidad poblacional de 547,5 personas por km².

## Geografía
Olsburg se encuentra ubicada en las coordenadas 39°25′52″N 96°36′52″O / 39.43111, -96.61444 (39.431052, -96.614439).

## Demografía
Según la Oficina del Censo en 2000 los ingresos medios por hogar en la localidad eran de $37,969 y los ingresos medios por familia eran $39,531. Los hombres tenían unos ingresos medios de $27,386 frente a los $23,281 para las mujeres. La renta per cápita para la localidad era de $14,268. Alrededor del 5.0% de la población estaban por debajo del umbral de pobreza.